# Фороська селищна рада
Форо́ська се́лищна ра́да — адміністративно-територіальна одиниця та орган місцевого самоврядування у складі Ялтинської міської ради Автономної Республіки Крим. Адміністративний центр — селище міського типу Форос.

## Загальні відомості
- Населення ради: 2 814 особи (станом на 2001 рік)
- Адреса: 98690, Автономна Республіка Крим, Ялтинська міськрада, смт Форос, вул. Космонавтів, 3.

## Населені пункти
Населені пункти, що підпорядковані селищній раді:
| № | Назва     | Тип    | Рік заснування | Площа км² | Населення (2001), ос. |
| - | --------- | ------ | -------------- | --------- | --------------------- |
| 1 | Форос     | смт    |                | 2,65      | 2185                  |
| 3 | Санаторне | смт    |                |           | 531                   |
| 2 | Олива     | селище |                |           | 98                    |

## Склад ради
Рада складається з 20 депутатів та голови.
- Голова ради: Биков Анатолій Миколайович
- Секретар ради: Волков Костянтин Миколайович

### Керівний склад попередніх скликань
| Прізвище, ім'я, по батькові | Основні відомості                                                        | Дата обрання | Дата звільнення |
| --------------------------- | ------------------------------------------------------------------------ | ------------ | --------------- |
| Биков Анатолій Миколайович  | Селищний голова, 1957 року народження, освіта вища, безпартійний         | 26.03.2006   | 31.10.2010      |
| Биков Анатолій Миколайович  | Селищний голова, 1957 року народження, освіта вища, член Партії регіонів | 31.10.2010   |                 |

Примітка: таблиця складена за даними сайту Верховної Ради України

### Депутати
За результатами місцевих виборів 2010 року депутатами ради стали:

#### За суб'єктами висування
| Суб'єкт висування | Кількість обраних депутатів | %  |
| ----------------- | --------------------------- | -- |
| Самовисування     | 11                          | 55 |
| Партія регіонів   | 9                           | 45 |

#### За округами
| № округу        | Прізвище, ім'я, по батькові    | Дата визнання обраним | Освіта             | Партійна приналежність | Відомості про обраного депутата                                                  |
| --------------- | ------------------------------ | --------------------- | ------------------ | ---------------------- | -------------------------------------------------------------------------------- |
| Партія регіонів |                                |                       |                    |                        |                                                                                  |
| 1               | Хугаєв Гела Михайлович         | 04.11.2010            | вища               | позапартійний          | Фороська селищна рада, інженер тех.наг-ляду за капіт. будівництва                |
| 2               | Петренко Юрій Вікторович       | 04.11.2010            | середня спеціальна | позапартійний          | управління санаторно- курортними установами м. Ялта, машиніст насосних установок |
| 7               | Волков Костянтин Миколайович   | 04.11.2010            | вища               | член Партії регіонів   | Фороська селищна рада, секретар                                                  |
| 8               | Таланіна Галина Володимирівна  | 04.11.2010            | середня спеціальна | член Партії регіонів   | Фороська лікарська амбулаторія, медична сестра                                   |
| 15              | Катаров Петро Георгійович      | 04.11.2010            | середня            | позапартійний          | пенсіонер                                                                        |
| 16              | Касьян Олександр Володимирович | 04.11.2010            | середня            | член Партії регіонів   | приватний підприємець                                                            |
| 18              | Качанов Сергій Георгійович     | 04.11.2010            | вища               | член Партії регіонів   | ТОВ «АСД», експєдітор                                                            |
| 19              | Пушкіна Наталія Анатоліївна    | 04.11.2010            | середня            | член Партії регіонів   | МНС України СДПЧ-7, радіотелефоніст                                              |
| 20              | Дубовіцька Надія Михайлівна    | 04.11.2010            | вища               | член Партії регіонів   | приватний підприємець                                                            |
| Самовисування   |                                |                       |                    |                        |                                                                                  |
| 3               | Кротов Андрій Геннадійович     | 04.11.2010            | вища               | позапартійний          | департамент охорони в АРК Управління держ. охорони України, старшій інженер      |
| 4               | Гриценко Максим Михайлович     | 04.11.2010            | вища               | член Партії регіонів   | приватний підприємець                                                            |
| 5               | Рибальченко Леонора Миколаївна | 04.11.2010            | вища               | член Партії регіонів   | пенсіонер                                                                        |
| 6               | Зверев Юрій Миколайович        | 04.11.2010            | вища               | позапартійний          | МПП «Мадонна», директор                                                          |
| 9               | Кішило Вікторія Анатоліївна    | 04.11.2010            | середня спеціальна | позапартійна           | ТОВ «Аєросвіт Курорт», головна медична сестра                                    |
| 10              | Черноус Андрій Олександрович   | 04.11.2010            | вища               | член Партії регіонів   | приватний підприємець                                                            |
| 11              | Мірошкіна Ольга Володимирівна  | 04.11.2010            | вища               | член Партії регіонів   | Фороська селищна рада, спеціаліст-юрист                                          |
| 12              | Бобіна Любов Марківна          | 04.11.2010            | вища               | позапартійна           | пенсіонер                                                                        |
| 13              | Корабльов Олексій Борисович    | 04.11.2010            | вища               | член Партії регіонів   | ДП "Санаторій «Південний», технік по зв'язку                                     |
| 14              | Лєгаєв Віталій Володимирович   | 04.11.2010            | середня            | позапартійний          | пенсіонер                                                                        |
| 17              | Михайлов Дмитро Олександрович  | 04.11.2010            | вища               | член Партії регіонів   | ПП"Форкон", директор                                                             |